# Li Rui
Li Rui (李锐), född 1950, är en kinesisk författare bosatt i Taiyuan, Shanxi. 
Li Rui är född och uppvuxen i Beijing, men 1969, under kulturrevolutionen, skickades han till en fattig bergsby i Shanxi. Han tillbringade totalt sex år på landet, och livet där har inspirerat honom till hans skildringar av böndernas liv. Han har kritiserats för att ge en alltför grov bild av bönderna och deras liv, men själv menar han att man inte ska försköna verkligheten utan skildra både det vackra och brutala i tillvaron. Li gav ut sin första novellsamling 1974, sedan 1977 är Li Rui redaktör för tidskriften "Shanxi wenxue" (Shanxilitteratur). Han blev yrkesförfattare, avlönad av Shanxi författarförbund, 1988.

## Verk översatta till svenska
- Den sveklösa jorden: berättelser från en bergstrakt, 1989 (Houtu: Lüliangshan yinxiang)
- Släktgården, 1999 (Jiuzhi)
- Träden vill vila, 2000, (Wufeng zhi shu)
- Den molnfria rymden, 2003 (Wanli wu yun)